# Новий Двур-Гданський (гміна)
Гміна Новий Двур-Гданський (пол. Gmina Nowy Dwór Gdański) — місько-сільська гміна у північній Польщі. Належить до Новодворського повіту Поморського воєводства.
Станом на 31 грудня 2011 у гміні проживало 18252 особи.

## Територія
Згідно з даними за 2007 рік площа гміни становила 213.00 км², у тому числі:
- орні землі: 83.00%
- ліси: 0.00%

Таким чином, площа гміни становить 32.63% площі повіту.

## Населення
Станом на 31 грудня 2011:
| Опис     | Загалом | Загалом | Чоловіки | Чоловіки | Жінки | Жінки |
| -------- | ------- | ------- | -------- | -------- | ----- | ----- |
| одиниця  | осіб    | %       | осіб     | %        | осіб  | %     |
| все      | 18252   | 100     | 8988     | 49.24    | 9264  | 50.76 |
| міське   | 10143   | 100     | 4902     | 48.33    | 5241  | 51.67 |
| сільське | 8109    | 100     | 4086     | 50.39    | 4023  | 49.61 |

## Сусідні гміни
Гміна Новий Двур-Гданський межує з такими гмінами: Гроново-Ельбльонзьке, Ельбльонг, Новий Став, Осташево, Стеґна, Штутово.